# دانيال كوينتيروس
دانيال كوينتيروس (بالإسبانية: Daniel Quinteros)‏ هو لاعب كرة قدم أرجنتيني في مركز الوسط، ولد في 10 مارس 1976 في روساريو في الأرجنتين. لعب مع أبولون ليماسول وألميرانتيه براون دي أريسيفيس وإنديبندينتي وبانفيلد وبيرسخوت إيه سي وروزاريو سنترال ونادي لانوس ونادي ليبرتاد.